# Muscadin

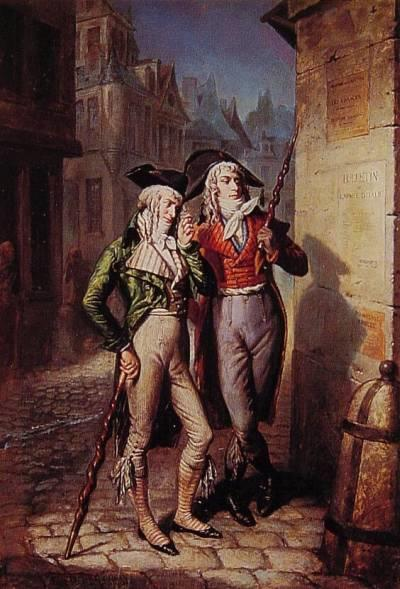
Dos Muscadins, o Incroyables, en 1795, portando sus "constituciones"

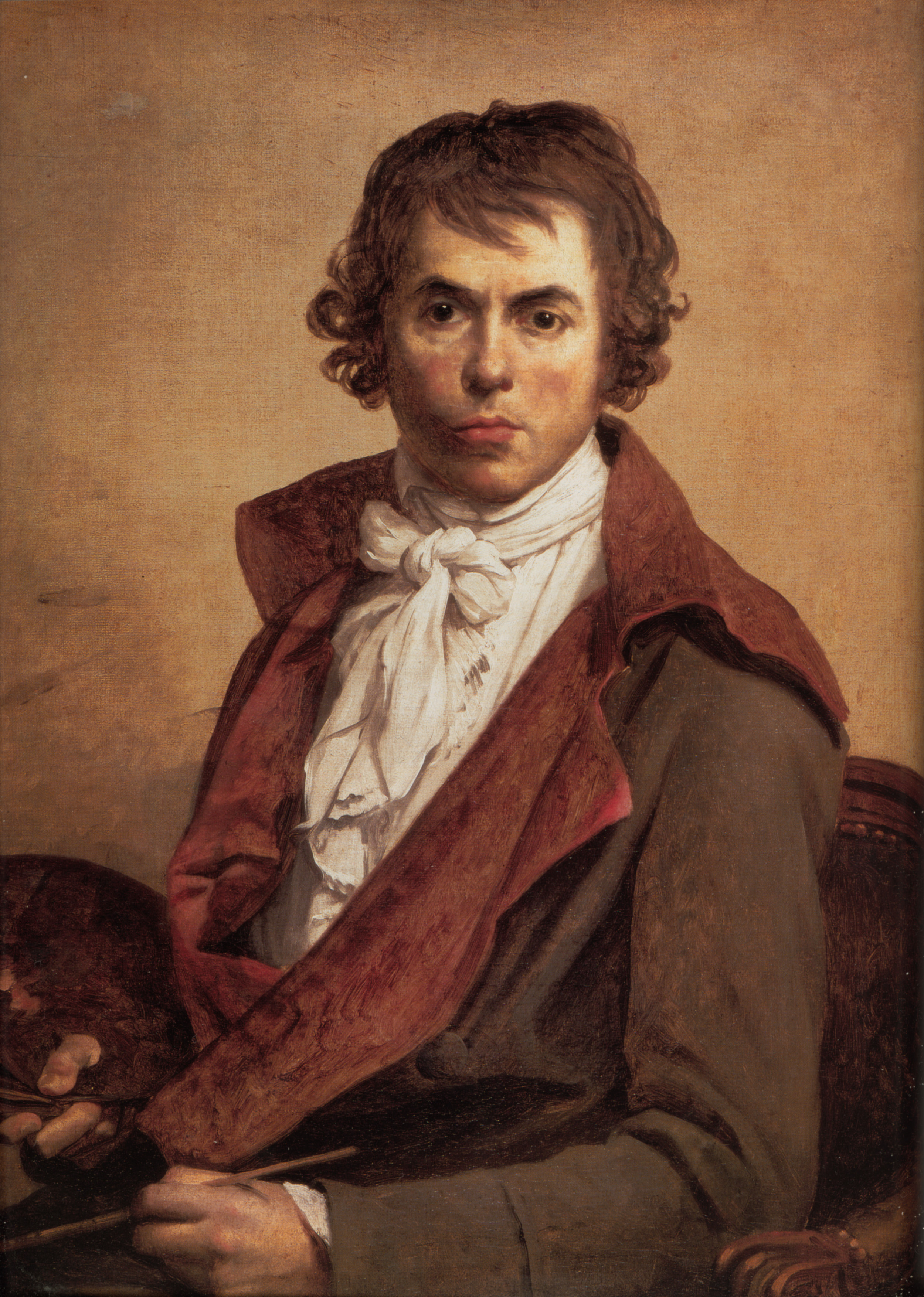
El jacobino Jacques-Louis David ; autorretrato en la cárcel en 1794

El término Muscadin, que significa «que usa perfume de almizcle», se refirió a las multitudes de hombres jóvenes, relativamente adinerados y vestidos en el estilo dandi, que fueron los luchadores callejeros de la Reacción Termidoriana en París durante la Revolución Francesa (1789-1799). Después del golpe contra Robespierre y los jacobinos del 9 de Termidor del año II (27 de julio de 1794), se enfrentaron a los jacobinos y sans-culottes restantes y lograron en gran medida reprimirlos durante el año siguiente o los dos siguientes. En los grabados se les ve a menudo portando grandes palos de madera, a los que les gustaba llamar «constituciones». Supuestamente fueron organizados por el político y periodista Louis-Marie Stanislas Fréron, y llegaron a ser entre 2.000 y 3.000. De hecho, parecen haber estado compuestos en su mayoría por personas de la clase media baja, hijos de «funcionarios menores y pequeños comerciantes», y fueron alentados discretamente por el inestable nuevo gobierno, que tenía buenas razones para temer a las turbas jacobinas y a un malestar más amplio, ya que el duro invierno de 1794-5 vio aumentar el hambre entre los trabajadores parisinos. Se considera que los Muscadins fueron parte del Primer Terror Blanco en respuesta al precedente Reinado del Terror de los Jacobinos.
La «jeunesse dorée» llegó a tener una influencia considerable en la Convención Nacional, y después de la revuelta jacobina del 12 de Germinal del año III (1 de abril de 1795), se considera que forzó el arresto de los cuatro principales «cabecillas» restantes del régimen jacobino: Bertrand Barère, Jacques-Louis David, Jean-Marie Collot d'Herbois y Jacques Nicolas Billaud-Varenne, quienes fueron amenazados con ser deportados a la Guayana Francesa (aunque solo los dos últimos fueron finalmente enviados allí).  Después de haber logrado reprimir a los sans-culottes, su utilidad para el gobierno terminó y comenzaron a representar una amenaza. Después del «olor a metralla» durante la crisis del 13 de Vendémiaire, en octubre de 1795, dejaron de ser un factor significativo en la política parisina.

## El término
El término «Muscadin» existía mucho antes de las bandas post-Termidorianas, a las que también se las denominaba «jeunesse dorée» («juventud dorada») o simplemente «les jeunes gens» («los jóvenes»). El término se utilizaba desde hacía mucho tiempo en Lyon, entre la clase obrera: empleados domésticos de «cuello blanco», dependientes de los comerciantes. Se insinuaba un elemento de afeminamiento. En 1789, al comienzo de la Revolución, se creó en Lyon una milicia realista alentada por la élite de la ciudad y en la que figuraban muchos de sus empleados, y sus oponentes revolucionarios empezaron a llamarlos «muscadins». Perfumados o no, fueron una fuerza militar eficaz en la zona durante casi un año, antes de disolverse cuando quedó claro que los acontecimientos nacionales los habían superado. Su equipamiento y su apodo fueron transferidos a la Guardia Nacional local, y cuando Lyon fue sitiada por los ejércitos jacobinos en 1793, el término se hizo conocido en París.
En ese año, el término se utilizó en la batalla entre las publicaciones jacobinas Le Père Duchesne, escrita por Jacques Hébert, y Le Vieux Cordelier, escrita por Camille Desmoulins, y Hébert lo utilizó para criticar a Desmoulins. La división entre los jacobinos se resolvería al año siguiente con la ejecución de ambos hombres y de muchas de sus respectivas facciones; en la reunión del Comité de Salvación Pública que se movió contra los «Hébertistas» en marzo de 1794, Barère se quejó de que se veía a los muscadinos, junto con extranjeros y desertores, «congregarse en el teatro, vestidos con ridícula ostentación, y... mostrarse con calzas sucias, grandes bigotes y largos sables, amenazando a los buenos ciudadanos, y especialmente a los representantes del pueblo» - los veía como partidarios de los ultrarradicales «Hébertistas». 

## Atuendo
Los atuendos de los Muscadins están menos documentados que los de sus sucesores, los Incroyables, pero parecen haber sido similares a estos. Las características incluyen abrigos de corte ajustado con solapas extravagantemente grandes, generalmente de un color diferente, con corbatas grandes y elaboradamente anudadas y quizás fajas alrededor de la cintura. Los colores son brillantes y contrastantes, y las rayas son muy populares, tal vez una parodia de los sans-culottes, para quienes las rayas también eran características. Sin embargo, se pueden ver versiones más atenuadas de algunas de estas características en el autorretrato pintado en la cárcel en 1794 por Jacques-Louis David después de la caída de los jacobinos; los muscadins llevaron al extremo elementos de las modas compartidas de la época. Sus bastones, garrotes o porras son a menudo gruesos trozos de madera retorcidos, quizá cultivados artificialmente en ese estilo; se supone que se referían a ellos como «constituciones».